# Marienlyst Stadion
El Marienlyst Stadion también conocido como "Gamle Gress", es un estadio de fútbol ubicado en la ciudad de Drammen, Noruega, es propiedad del Strømsgodset IF desde 1967 y del SBK Drafn desde 1924. También jugaron en él el SBK Skiold de hockey y el Drammens BK.
El terreno de juego se abrió en 1924, la final de la Copa de fútbol de Noruega de 1932, entre Fredrikstad y Ørn se jugó en Marienlyst. Durante los Juegos Olímpicos de Invierno de 1952, celebrados en Oslo, fue sede de dos partidos de hockey sobre hielo. También acogió el Campeonato de Atletismo noruego en 1962 y 2001.Es el estadio más utilizado por El equipo nacional de fútbol sub-21 noruega.
Después de una reconstrucción ,para garantizar que el estadio cumpla con las regulaciones de la UEFA, del fondo sur en 2014 la capacidad es de 8935 personas.En el estadio se puede jugar partidos de Champions League o Europa League, excepto finales.